# Jaime Hipp
Jaime Hipp, född 1 september 1981 i Fresno, Kalifornien, är en amerikansk vattenpolomålvakt. Hon ingick i USA:s OS-lag vid olympiska sommarspelen 2008.
Hipp var med om att vinna vattenpoloturneringen vid Panamerikanska spelen 2007, samma år som hon gifte sig med Matt Komer. VM-guld tog hon i samband med världsmästerskapen i simsport 2007 i Melbourne  och världsmästerskapen i simsport 2009 i Rom.